# Спас-Деменська операція
Спас-Деменська операція — наступальна операція радянських військ, що проводилася силами військ Західного фронту з 7 по 20 серпня 1943 року, є складовою частиною Смоленської операції. Наступ радянських сил здійснювався з метою розгрому Спас-Деменського німецького угрупування та створення умов для подальшого наступу на Рославль.

## Передуючі обставини та планування операції
На початку серпня війська фронту, якими командував генерал-полковник Василь Соколовський, котрі були задіяні на Спас-Деменському напрямку, тримали оборону по лінії Мазово — східніше від Бахмутово — західніше Кірова. Оборону тримали 10-а гвардійська, 10-а, 21-а, 33-я, 49-а, 68-а армії, 1-ша повітряна армія, 5-й механізований, 6-й гвардійський кавалерійський корпуси.
З німецького боку це були головні сили 4-ї та частини 2-ї танкової армії з міцною ешелонованою обороною.
Відповідно до задуму радянського керівництва передбачалося ударом 10-ї гвардійської та 33-ї армій північніше, 10-а армія південніше Спас-Деменська прорвати німецьку оборону та у взаємодії з силами 49-ї армії оточити і ліквідувати Спас-Деменське угрупування. По тому планувалося розвивати наступ у фланг та тил німецьких сил, що протидіяли Брянському фронту.
7 серпня переходять у наступ частини 10-ї гвардійської та 33-ї армій у напрямку села Могильне з метою перетнути залізницю Єльня — Спас-Деменськ. Однак ефекту несподіванки досягти не вдалося, бої за головну смугу німецької оборони прийняли затяжний характер. Того ж дня для пришвидшення проведення операції вводиться з другого ешелону фронту частина сил 68-ї армії.
8 серпня після артилерійської підготовки в наступ рушили танки і піхота під щільним зустрічним вогнем. Для посилення наступу в першій половині дня 8 серпня. Згідно з радянськими даними, 7-8 серпня було убито до 4800 німців та знищено 25 танків, 2 СУ «Фердинанд», захоплено 630 гвинтівок, 42 кулемети, 15 мінометів, 12 гармат.
Протягом 9–10 серпня німецькі частини посилюються на ділянці радянського прориву двома піхотними та однією танковою дивізіями, перекинутими з Орловського напрямку, посилення відбувалося і протягом наступних днів. 10 серпня радянські з'єднання північніше Кірова за дві доби змогли просунутися вглиб на 10 км, оточивши з півдня німецьку Спас-Деменську групу. 12 серпня німецьке командування змушено починає відвід військ із Спас-Деменського виступу, 13-го радянські війська 49-ї у взаємодії з 33-ю армією здобули Спас-Деменськ. Долаючи опір, до кінця дня 20 серпня радянські сили просунулися вглиб німецької оборони на 30–40 км та вийшли на рубіж Тереніно — Зимці — Малі Савки, де перейшли до оборони та підготовки нового наступу (Єльнинсько-Дорогобузька операція).
Внаслідок наступу радянських сил під час Спас-Деменської операції, за підрахунками радянського керівництва, було сковано дії 11 німецьких дивізій, завдано їм значних збитків у живій силі та техніці. Цим самим наступ прилучився до успішного завершення Орловської операції.

## Нагороди та відзнаки
- Поворознюк Іван Семенович — герой СРСР (посмертно). Командир танкового взводу 119-го окремого танкового полку, 7 серпня 1943 року на чолі танкового взводу прорвався до околиці села Веселухи Спас-Деменського району, потім — до центру села. Виявивши розташування вогневих точок ворога, повернувся до своєї частини. 9 серпня в бою за висоту 233,3 його танк подавив ворожу батарею, але був підбитий. З палаючої машини офіцер вів кулеметний вогонь, кидав гранати через сигнальний люк, підбив САУ супротивника. Загинув у цьому бою.
- Сосновський Олексій Васильович — командир кулеметного взводу 257-го гвардійського стрілецького полку 65-ї гвардійської стрілецької дивізії, гвардії лейтенант, Герой СРСР (посмертно). 7 серпня 1943-го з шістьма бійцями взводу першим дістався вершини 233,3. У бою знищено 4 ворожих міномети, 3 кулемети, обслугу 37-мм гармати. Знищивши десятки ворогів та перебуваючи в оточенні, застрелився.